# سبيل تنفسي
عند الإنسان، السبيل التنفسي (أو المسالك الهوائية أو القنوات الهوائية أو المجاري التنفسية أو المسالك التنفسية) هو جزء من تركيب الجهاز التنفسي القائم بعملية التنفس. الجهاز التنفسي مبطن بالغشاء المخاطي التنفسي، أو الظهارة التنفسية. يُستنشق الهواء عن طريق الأنف أو الفم، ثم تعمل طبقة من الغشاء المخاطي الأنفي داخل التجويف الأنفي كمصفاة، وتحبس الملوثات والمواد الضارة الأخرى الموجودة في الهواء. ينتقل الهواء بعد ذلك إلى البلعوم، وهو ممر يحتوي على مفترق طرق بين المريء والحنجرة. تحتوي فتحة الحنجرة على سديلة غضروفية خاصة تُسمى لسان المزمار، وهو يفتح للسماح بمرور الهواء ويغلق لمنع الطعام من الدخول في المجرى الهوائي.
ينتقل الهواء من الحنجرة إلى القصبة الهوائية (الرغامى)، ثم إلى التقاطع المعروف باسم الجؤجؤ الذي يتفرع لتشكيل القصبتين الهوائيتين الرئيسيتين اليمنى واليسرى. تتفرع القصبتان كلتاهما إلى قصبات هوائية (فصية) ثانوية، التي تتفرع بدورها إلى قصبات ثالثية (قطعية)، التي تتفرع إلى شعب هوائية صغيرة تسمى قصيبات أو شعيبات رئوية، تتصل في النهاية بتراكيب صغيرة متخصصة تُسمى الحويصلات الهوائية (الأسناخ)، التي تقوم بعملية تبادل الغازات.
يحمي القفص الصدري الرئتين الموجودتين داخل التجويف الصدري من الأذية الفيزيائية. يوجد لوح من العضلات الهيكلية عند قاعدتَي الرئتين يُسمى الحجاب الحاجز. يفصل الحجاب الحاجز الرئتين عن المعدة والأمعاء. يُعد الحجاب الحاجز العضلة الرئيسية في عملية التنفس، ويتحكم فيه الجهاز العصبي الوُدي.
تُحاط الرئة بغشاء مصلي ينثني على نفسه ليشكل الغشاء الجنبي؛ وهو حاجز واقٍ يتكون من طبقتين. يغطي الجنب الحشوي الداخلي سطح الرئتين، بينما يتصل الجنب الجداري الخارجي بالسطح الداخلي للتجويف الصدري. يشكل الجنبان تجويفًا يسمى الجوف الجنبي يحتوي بداخله على السائل الجنبي. يقلل هذا السائل الاحتكاك الذي تواجهه الرئتان في أثناء التنفس.

## البنية
ينقسم السبيل التنفسي إلى السبيل الهوائي العلوي والسبيل الهوائي السفلي. يشتمل السبيل الهوائي العلوي أو السبيل التنفسي العلوي على الأنف والممرات الأنفية، والجيوب الأنفية، والبلعوم، وجزء الحنجرة الواقع فوق الطيات الصوتية (الأحبال). يشتمل السبيل الهوائي السفلي أو السبيل التنفسي السفلي على جزء الحنجرة الواقع أسفل الطيات الصوتية، والقصبة الهوائية، والشعب الهوائية، والقصيبات الهوائية. يمكن تضمين الرئة في الجهاز التنفسي السفلي أو اعتبارها كيانًا منفصلًا، وهي تشتمل على القصيبات التنفسية، والأنفاق السنخية، والأكياس السنخية، والأسناخ.
يمكن أيضًا تقسيم الجهاز التنفسي إلى منطقة موصلة ومنطقة تنفسية، وذلك بناءً على التمييز بين عملية نقل الغازات وعملية تبادلها.
تشمل منطقة الموصلة تراكيب واقعة خارج الرئتين؛ هي الأنف، والبلعوم، والحنجرة، والقصبة الهوائية، وتراكيب داخل الرئتين؛ هي القصبات الهوائية، والقصيبات الهوائية، والقصيبات الانتهائية. توصل المنطقة الموصلة هواء الشهيق الذي تمت تنقيته وتدفئته وترطيبه إلى الرئتين. وهي تمثل الأقسام من الأول وحتى السادس عشر من الجهاز التنفسي. تمثل المنطقة الموصلة الجزء الأكبر من الجهاز التنفسي الذي ينقل الغازات من الرئتين وإليهما، باستثناء المنطقة التنفسية التي تحدث فيها عملية تبادل الغازات. تعمل المنطقة الموصلة أيضًا على توفير مسار ذي مقاومة منخفضة لتدفق الهواء. وتؤدي دورًا دفاعيًا رئيسيًا عن طريق قدرتها على التصفية.
تشمل المنطقة التنفسية القصيبات التنفسية، والأنفاق السنخية، والأكياس السنخية، وهي موقع تبادل الأكسجين وثنائي أكسيد الكربون مع الدم. تمثل القصيبات التنفسية والأنفاق السنخية 10% من كامل عملية تبادل الغازات، بينما تقوم الحويصلات الهوائية بنسبة الـ90% الباقية. تمثل المنطقة التنفسية الأقسام من السادس عشر وحتى الثالث والعشرين من الجهاز التنفسي.
بداية من القصبات الهوائية، تصبح الأنابيب المنقسمة أصغر تدريجيًا، ويحدث قرابة 20 إلى 23 انقسامًا قبل الانتهاء بالأسناخ الهوائية.

### السبيل الهوائي العلوي
يمكن أن يشير السبيل الهوائي العلوي إلى بُنى الجهاز التنفسي الواقعة فوق زاوية القص (خارج الصدر)، أو فوق الأحبال الصوتية، أو فوق الغضروف الحلقي. تُضمّن الحنجرة أحيانًا في كلا السبيلين الهوائيين العلوي والسفلي. تُسمى الحنجرة أيضًا صندوق الصوت، وترتبط بغضروف مسؤول عن إحداث الصوت. يتكون السبيل من التجويف الأنفي، والجيوب الأنفية، والبلعوم (البلعوم الأنفي، والبلعوم الفموي، والبلعوم الحنجري)، وأحيانًا الحنجرة.

### السبيل الهوائي السفلي
يتشكل السبيل الهوائي السفلي من مقدمة المعي الأمامي في أثناء نموها، ويتكون من القصبة الهوائية، والشعب الهوائية (الأولية، والثانوية، والثالثية)، والقصيبات الهوائية (بما فيها الانتهائية والتنفسية)، والرئتين (شاملة الحويصلات الهوائية)، ويشمل أحيانًا الحنجرة.
يُسمى السبيل الهوائي السفلي أيضًا شجرة التنفس أو الشجرة الرغامية القصبية، وذلك لوصف البنية المتفرعة للمسارات الهوائية التي تمد الرئتين بالهواء، ويشمل القصبة الهوائية، والشعب الهوائية، والقصيبات الهوائية.
   القصبة الهوائية (الرغامى)
       القصبة الهوائية الرئيسية (يبلغ قطرها نحو 1-1.4 سم عند البالغين)
           القصبة الهوائية الفصية (قطرها 1 سم تقريبًا)
               القصبة الهوائية القطعية (أو الثالثية؛ قطرها من 4.5 مم إلى 13 مم)
                   القصبة الهوائية تحت القطعية (قطرها من 1 مم إلى 6 مم)
                       القصيبة الناقلة
                           القصيبة الانتهائية
                               القصيبة التنفسية
                                   القناة السنخية
                                       الكيس السنخي
                                           السنخ (الحويصل الهوائي)
في كل نقطة تفرع أو جيل جديد، يتفرع مجرى هوائي واحد إلى مجريين أصغرين أو أكثر. قد تتكون شجرة الجهاز التنفسي البشري في المتوسط من 23 جيلًا، في حين تتكون شجرة الجهاز التنفسي للفأر من نحو 13 جيلًا. تعمل الانقسامات القريبة (الأقرب إلى قمة الشجرة مثل القصبات الهوائية) بشكل أساسي على نقل الهواء إلى القصبات الهوائية السفلية. بينما تتركز وظيفة الأقسام اللاحقة، متضمنة القصيبات الهوائية، والأنفاق السنخية، والحويصلات الهوائية، على تبادل الغازات.
القصبة الهوائية (الرغامى) هي أكبر أنبوب في الجهاز التنفسي وتتكون من حلقات رغامية من غضروف زجاجي. وهي تتفرع إلى أنبوبين قصبيين؛ قصبة رئيسية يسرى وأخرى يمنى. تتفرع القصبتان الهوائيتان إلى أجزاء أصغر داخل الرئتين تُسمى القصيبات الهوائية. تنتهي هذه القصيبات بأكياس هوائية في الرئتين تُسمى الأسناخ (الحويصلات الهوائية).
الرئتان هما أكبر الأعضاء في السبيل الهوائي السفلي. تتعلق الرئتان داخل الجوف الجنبي للصدر. الغشاءان الجنبيان هما غشاءان رقيقان، يكون الأول أسمك ويحيط بالرئتين. في حين يغطي الجزء الداخلي (الجنب الحشوي) الرئتين، يحيط الجزء الخارجي (الجنب الجداري) السطح الداخلي لجدار الصدر. يفرز هذا الغشاء سائلًا بكمية قليلة، وهو يتيح للرئتين التحرك بحرية داخل الجوف الجنبي في أثناء التمدد والتقلص خلال التنفس. تنقسم الرئتان إلى فصوص مختلفة. الرئة اليمنى أكبر من اليسرى حجمًا، نظرًا إلى وجود القلب على يسار الخط الناصف للجسم. تتكون الرئة اليمنى من ثلاثة فصوص: علوي ومتوسط وسفلي، بينما تتكون الرئة اليسرى من فصين اثنين: علوي وسفلي، بالإضافة إلى جزء صغير على شكل لسان يبرز من الفص العلوي يُعرف باسم اللسين. ينقسم كل فص كذلك إلى أجزاء تسمى الأجزاء القصبية الرئوية. لكل رئة سطح ضلعي ملاصق للقفص الصدري، وسطح حجابي يواجه القاعدة ناحية الحجاب الحاجز، وسطح منصفي يواجه مركز الصدر، ويقع أمام القلب، والأوعية الكبيرة، والجؤجؤ حيث تتفرع القصبات الهوائية الرئيسية من أسفل القصبة الهوائية.
الحويصلات الهوائية أو الأسناخ هي أكياس هوائية صغيرة في الرئتين تحدث فيها عملية تبادل الغازات. يبلغ متوسط عدد الحويصلات الهوائية في رئة الإنسان 480 مليون حويصل هوائي. عندما يتقلص (ينقبض) الحجاب الحاجز، يتولد ضغط سلبي داخل الصدر ويندفع الهواء لملء هذا التجويف. تمتلئ هذه الأكياس بالهواء عندما يحدث هذا، وهو ما يجعل الرئة تتمدد. الأسناخ غنية بالشعيرات الدموية، التي تُسمى الشعيرات الدموية السنخية. تمتص خلايا الدم الحمراء فيها الأكسجين من الهواء، ثم تحمله على شكل أوكسي هيموغلوبين من أجل تغذية الخلايا. تحمل خلايا الدم الحمراء أيضًا ثنائي أكسيد الكربون بعيدًا عن الخلايا في شكل كربامينوهيموغلوبين، وتحرره في الأسناخ من خلال الشعيرات الدموية السنخية. عندما يسترخي الحجاب الحاجز، يتولد ضغط إيجابي في الصدر ويتدفق الهواء خارج الحويصلات الهوائية لطرد ثنائي أكسيد الكربون.